# Juin 1966

## Évènements
- La Chine accorde un nouveau prêt au Mali et envoie de nouveaux assistants techniques.
- 3 juin - 6 juin : mission spatiale Gemini 9, à bord Thomas Stafford et Eugene Cernan effectuent 47 orbites durant 3 jours environ.

- 5 juin : élection générale québécoise. L'Union nationale avec Daniel Johnson forme un gouvernement majoritaire.

- 6 juin : les États membres de l’OTAN réunis à Bruxelles décident de transférer en Belgique le SHAPE (Supreme Headquarters Allied Powers in Europe).

- 7 juin : en République démocratique du Congo, le Lieutenant-Général Joseph-Désiré Mobutu promulgue la Bakajika, précisant le régime juridique foncier en vertu duquel « le sol et le sous-sol appartiennent à l'État congolais ».

- 12 juin (Formule 1) : Grand Prix automobile de Belgique.

- 12 - 14 juin: Émeutes de Division Street à Chicago lors d'une manifestation porto-ricaine.

- 13 juin : l’arrêt Miranda vs Arizona rend obligatoire d’informer tout suspect de ses droits.

- 14 juin : 
  - Fusion du Parti du rassemblement africain avec l’UPS (Union progressiste sénégalaise) qui devient parti unique de fait au Sénégal.
  - La Jordanie rompt ses relations avec l’OLP qui tente de s’implanter en Cisjordanie[1].

- 18 juin : départ de la trente-quatrième édition des 24 Heures du Mans.

- 19 juin : 
  - fondation du mouvement nationaliste hindou Shiv Sena (« Armée de Shivaji », du nom du fondateur de l’Empire marathe au XVIIe siècle) par Bal Thackeray, journaliste au Daily, grand quotidien de Bombay.
  - Victoire de Bruce McLaren et Chris Amon aux 24 Heures du Mans, sur une Ford GT40 7 litres.

- 20 juin : voyage de Charles de Gaulle en URSS.

- 22 juin : réforme Fouchet dans l’enseignement supérieur. Institution de la maîtrise.

- 27 juin : la charte de l’OCAM (Organisation commune africaine et malgache) est adoptée à Tananarive.

- 28 juin : coup d’État militaire en Argentine. Arturo Umberto Illia est renversé. Le général Juan Carlos Onganía prend le pouvoir, proclame la « Révolution argentine » (Revolución Argentina) et met sur pied un régime bureaucratique-autoritaire.

- 29 juin : l’église Notre-Dame du Raincy, monument emblématique de l’architecture moderne, construite en 1922-1923 par les frères Gustave et Auguste Perret est classée par arrêté au titre des monuments historiques.

- 30 juin : Léopoldville est officiellement renommée Kinshasa; Lumumba est proclamé héros national…

## Naissances
- 6 juin : Faure Gnassingbé, fils et successeur de Gnassingbé Eyadema 4e président de la République du togo depuis 2005.
- 7 juin : Felix Gmür, évêque de Bâle.
- 8 juin : Jean-Pierre Bekolo, Auteur Cameronais.
- 11 juin : Mario Silva, homme politique.
- 13 juin: Grigori Perelman, Mathématicien russe.
- 18 juin : 
  - Kurt Browning, patineur.
  - Catherine (Cathy) Fleury, judoka française.
- 22 juin : Emmanuelle Seigner, actrice et chanteuse française.
- 25 juin : Dikembe Mutombo, joueur de basket-ball congolais († 27 septembre 2024).
- 26 juin : Dany Boon, humoriste et acteur français.
- 28 juin : John Cusack, acteur américain.
- 30 juin : Mike Tyson, boxeur américain.

## Décès
- 2 juin : Évariste Kimba, ancien premier ministre du Congo Kinshasa (° 16 juillet 1926).
- 7 juin : Jean Arp, sculpteur français (° 16 septembre 1886).
- 8 juin : Joseph Albert Walker, pilote d'essai et astronaute américain (° 20 février 1921).
- 11 juin : Wallace Ford, acteur américain (° 12 février 1898).
- 20 juin : Georges Lemaître, prêtre catholique, astronome et physicien belge (° 17 juillet 1894).